# Ruppersdorf (Flachslanden)
Ruppersdorf (fränkisch: Rubbasch-dorf) ist ein Gemeindeteil des Marktes Flachslanden im Landkreis Ansbach (Mittelfranken, Bayern). Ruppersdorf liegt in der Gemarkung Kettenhöfstetten.

## Geografie
Das Dorf liegt am Mettlachbach. Im Westen grenzt die Flur Ebenleiten an, 0,75 km südöstlich erhebt sich der Hohe Berg (459 m ü. NHN). Im Norden grenzt das Ebenholz an, 0,5 km südlich liegt das Waldgebiet Haag. Am Rande des Ebenhofwaldes befindet sich der Obstlehrgarten des Gartenbauvereins Flachslanden, in dem es mehr als 100 verschiedene Apfel-, Birnen- und sonstige Obstsorten gibt.
Die Kreisstraße AN 17 führt nach Rügland zur Staatsstraße 2255 (2,5 km östlich) bzw. nach Kettenhöfstetten (1,7 km südwestlich).

## Geschichte
Der Ort wurde 1242 in einer Kaufurkunde als „Rupoldesdorf“ erstmals erwähnt (Namensbedeutung: Zum Dorf des Rupold). In dieser wurde bestätigt, dass das Kloster Heilsbronn in dem Ort hohenlohische Güter erworben hatte. 1308 kaufte das Kloster Äcker von Ramungus von Vestenberg. Während des Dreißigjährigen Krieges verödeten alle neun der damals bestehenden heilsbronnische Anwesen.
Gegen Ende des 18. Jahrhunderts gab es in Ruppersdorf 9 Anwesen (6 Güter, 1 Mühle, 2 Leerhäuser). Das Hochgericht übte das brandenburg-bayreuthische Stadtvogteiamt Markt Erlbach im begrenzten Umfang aus. Es hatte ggf. an das brandenburg-ansbachische Hofkastenamt Ansbach  auszuliefern. Die Dorf- und Gemeindeherrschaft und die Grundherrschaft über alle Anwesen hatte das brandenburg-bayreuthische Kastenamt Neuhof. Neben diesen Anwesen gab es noch kommunale Gebäude (Hirtenhaus, Brechhaus). Es gab acht Untertansfamilien. Von 1797 bis 1808 unterstand der Ort dem Justiz- und Kammeramt Ansbach.
Im Rahmen des Gemeindeedikts wurde Ruppersdorf dem 1808 gebildeten Steuerdistrikt Flachslanden und der 1811 gegründeten Ruralgemeinde Flachslanden zugeordnet. Am 24. August 1830 wurde Ruppersdorf in die neu gebildete Gemeinde Kettenhöfstetten umgemeindet. Im Zuge der Gebietsreform in Bayern wurde diese am 1. Januar 1972 in den Markt Flachslanden eingegliedert.

## Einwohnerentwicklung
| Jahr      | 001818 | 001840 | 001861 | 001871 | 001885 | 001900 | 001925 | 001950 | 001961 | 001970 | 001987 | 002011 | 002017 | 002022 |
| Einwohner | 59     | 64     | 52     | 56     | 66     | 53     | 58     | 81     | 55     | 39     | 35     | 31     | 28     | 23     |
| Häuser    | 10     | 14     |        |        | 12     | 11     | 10     | 10     | 11     |        | 11     |        |        |        |
| Quelle    | [ 16 ] | [ 17 ] | [ 18 ] | [ 19 ] | [ 20 ] | [ 21 ] | [ 22 ] | [ 23 ] | [ 24 ] | [ 25 ] | [ 26 ] |        |        | [ 1 ]  |

## Religion
Der Ort ist seit der Reformation evangelisch-lutherisch geprägt und war ursprünglich nach St. Laurentius (Flachslanden) gepfarrt, seit der zweiten Hälfte des 19. Jahrhunderts ist die Pfarrei St. Margaretha (Rügland) zuständig. Die Einwohner römisch-katholischer Konfession sind nach St. Dionysius (Virnsberg) gepfarrt.